# Liste des maires de Castelnaudary

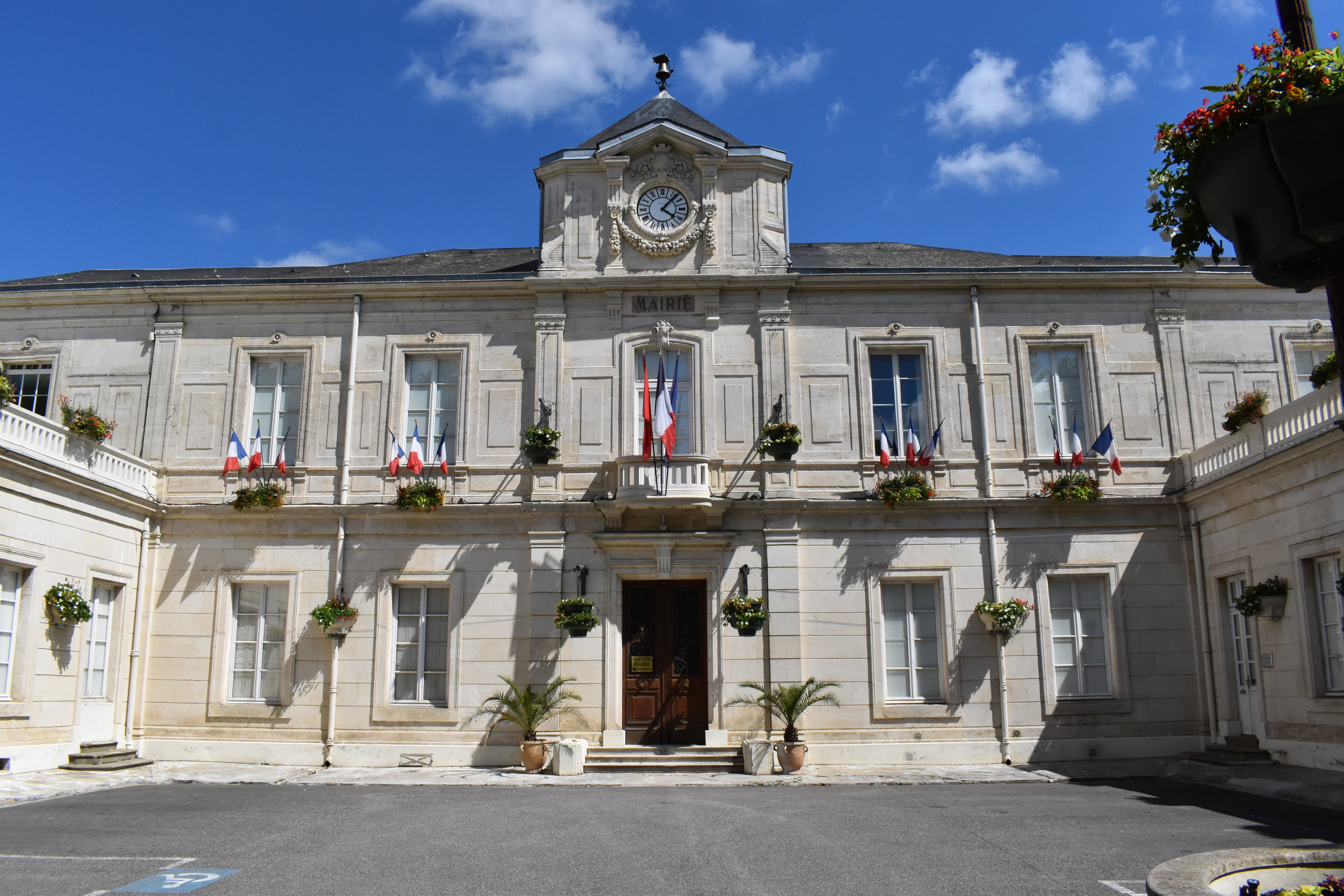
La mairie de Castelnaudary

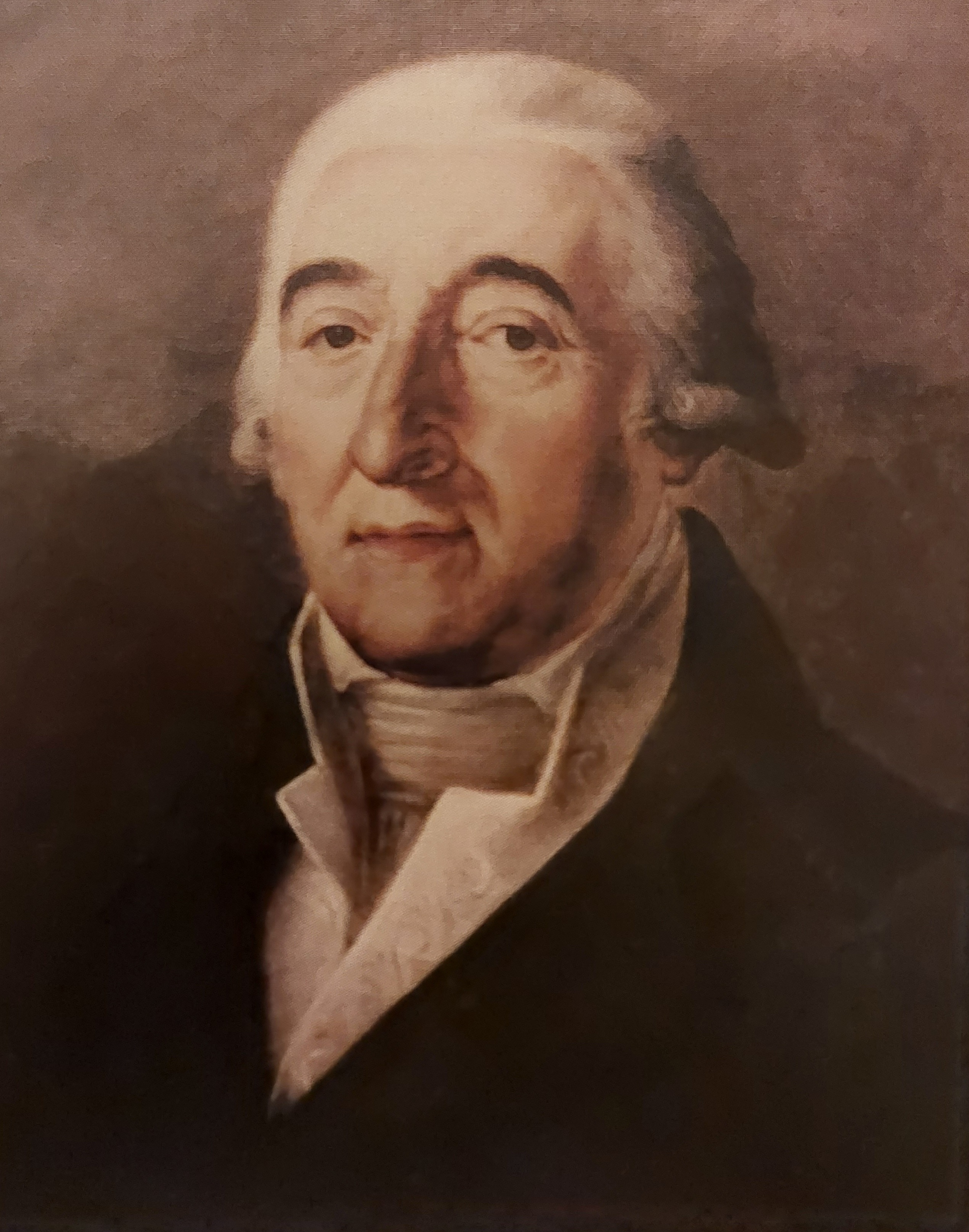
Alexandre Lastrapes, premier maire de Castelnaudary en 1790.

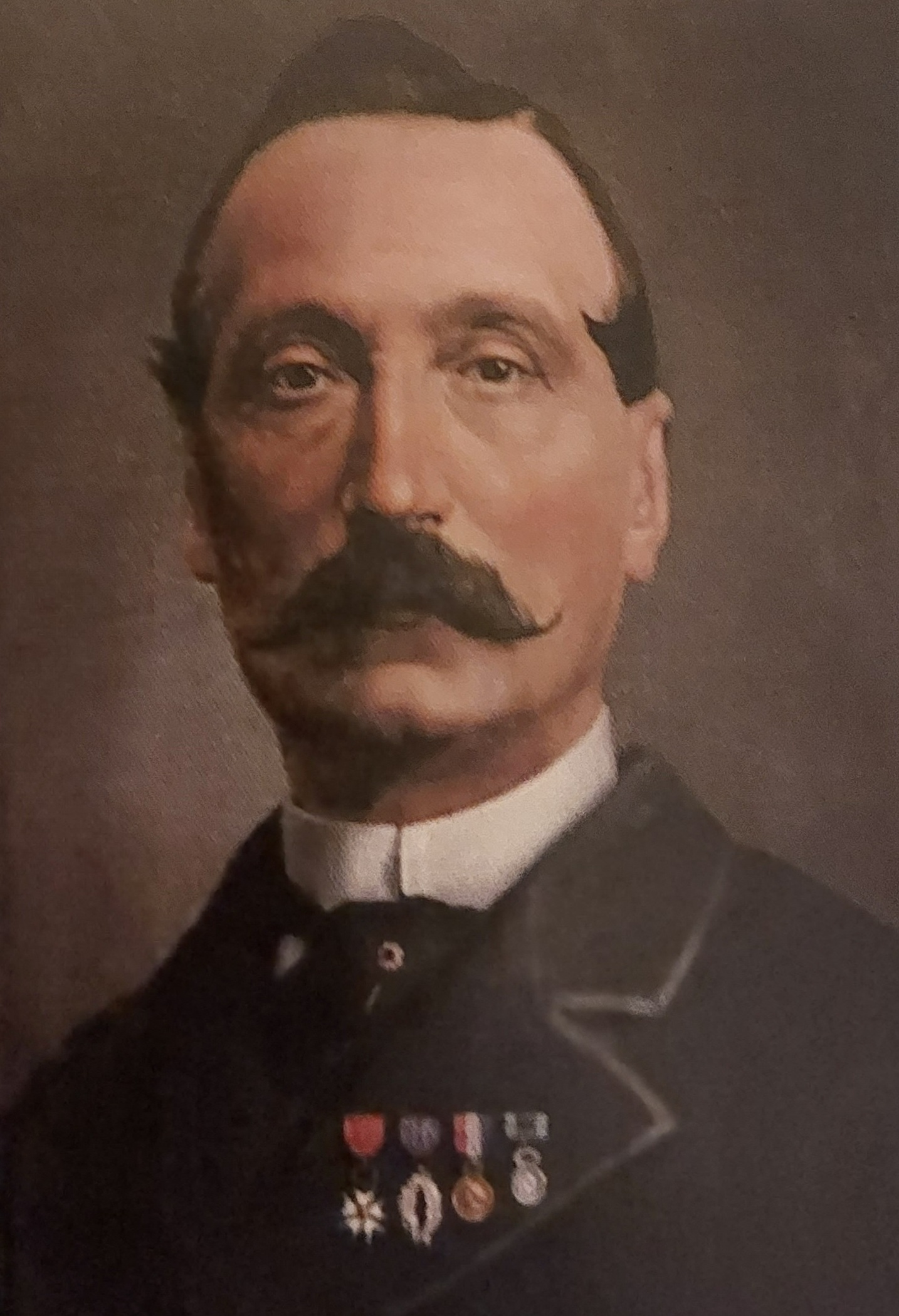
Antoine Marfan (1827-1898) maire de Castelnaudary (1888-1896).

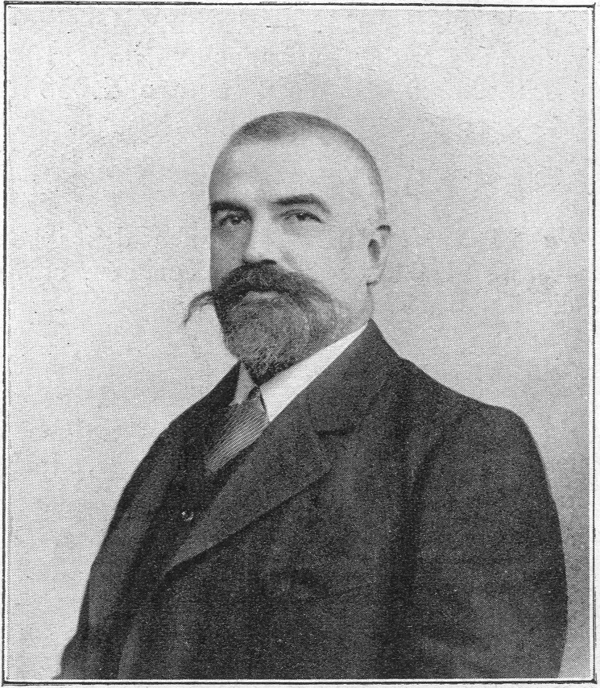
Jean Durand (1865-1936), maire de Castelnaudary (1904-1912)

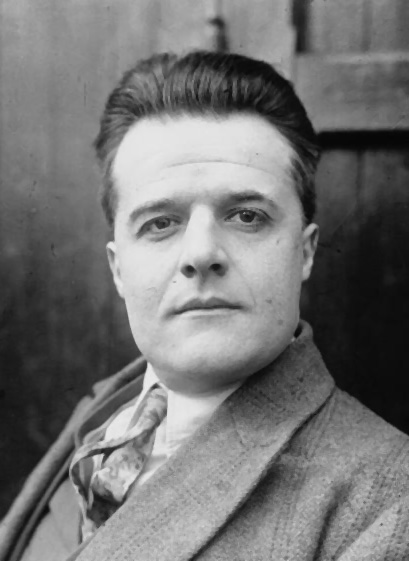
Jean Mistler (1897-1988), maire de Castelnaudary (1935-1942)

Cet article dresse une liste par ordre de mandat des maires de Castelnaudary.

## Liste des maires
| Période                                  | Période         | Identité                               | Étiquette                | Qualité |
| ---------------------------------------- | --------------- | -------------------------------------- | ------------------------ | --- |
| Les données manquantes sont à compléter. |                 |                                        |                          | |
| 1790                                     | 1790            | Alexandre Lastrapes                    |                          | Avocat |
| 1790                                     | 1792            | André Borrel-Dat                       |                          | Officier de marine |
| 1792                                     | 1793            | Antoine Dutar                          |                          | Avocat |
| 1794                                     | 1795            | Gabriel Subra                          |                          | |
| 1795                                     | 1795            | Antoine Bouzat                         |                          | |
| 1795                                     | 1796            | André Borrel-Drat                      |                          | |
| 1799                                     | 1800            | Antoine Bouzat                         |                          | Décédé en cours de mandat |
| 1800                                     | 1801            | Raymond de Calouin                     |                          | |
| 1802                                     | 1807            | Hugues Martin Saint-Jean               |                          | |
| 1808                                     | 1815            | Jean-François Gallabert                |                          | Décédé en cours de mandat |
| 1815                                     | 1821            | Raymond de la Nougarède                |                          | Maire nommé - Démissionnaire |
| 1821                                     | 1830            | Marquis Joseph d'Hébrail               |                          | Démissionnaire |
| 1830                                     | 1831            | Jean-Michel Connac                     |                          | |
| 1831                                     | 1833            | Jean Antoine Martin Rodière            |                          | Député de l'Aude (1820→1823) Conseiller général (1830) Sous-préfet de Castelnaudary (1830) |
| 1834                                     | 1848            | Jean-Baptiste Froissac                 |                          | Conseiller général de Castelnaudary-Sud (1836→1845) |
| 1848                                     | 1848            | Jean-Baptiste Belz                     |                          | |
| 1848                                     | 1848            | Joseph Besse                           |                          | Maire provisoire, révoqué par le général Cavaignac |
| 1848                                     | 1849            | Pierre Delord                          |                          | Notaire |
| 1849                                     | 1856            | Ferdinand Rous                         |                          | Avocat Conseiller général de Castelnaudary-Sud (1848) |
| 1856                                     | 1865            | François de Vésian-Rodière             |                          | Conseiller général de Castelnaudary-Sud (1854→1867) |
| 1865                                     | 1870            | Auguste Galabert                       |                          | Nommé par décret |
| 1870                                     | 1874            | Louis Garric                           |                          | |
| 1874                                     | 1876            | Félicien Pariset                       |                          | |
| 1876                                     | 1877            | Louis Garric                           |                          | |
| 1877                                     | 1877            | Prosper Alquier                        |                          | Commission municipale |
| 1877                                     | 1878            | Louis Garric                           |                          | Président- maire |
| 1878                                     | 1882            | Joseph-Guillaume Fabre                 |                          | Notaire |
| 1882                                     | 1884            | Antoine Denuc                          |                          | Colonel |
| 1884                                     | 1885            | Joseph-Guillaume Fabre                 |                          | |
| 1885                                     | 1888            | Antoine Denuc                          |                          | |
| 1888                                     | 1896            | Antoine Marfan                         | Républicain Progressiste | Médecin Conseiller général de Castelnaudary-Sud (1871→1898) Député de l'Aude (1894→1898) Chevalier de la Légion d'honneur (1881)                                                                                    |
| 1896                                     | 1899            | Edmond Saba                            | Gauche radicale          | Imprimeur, secrétaire de mairie, greffier Conseiller général de Castelnaudary-Sud (1898→1899) Député de l'Aude (1898→1899)                                                                                          |
| 1899                                     | 1900            | Henri Calvet                           |                          | |
| 1900                                     | 1904            | Antonin Sénescail                      |                          | |
| 1904                                     | 1912            | Jean Durand                            | Rad.                     | Médecin Conseiller général de Castelnaudary-Sud (1909→1936) Député de l'Aude (1906→1921) Sénateur de l'Aude (1921→1936) Ministre de l'agriculture (1925→1926)                                                       |
| 1912                                     | 1914            | Jean Mordagne                          | Rad.                     | Médecin Conseiller général du canton de Castelnaudary-nord (1913→1914) |
| 1914                                     | 1919            | Jean Durand                            |                          | |
| 1919                                     | 1935            | Charles Georgin                        |                          | Ingénieur, employé des chemins de fer, professeur |
| 14 mai 1935                              | juillet 1942    | Jean Mistler                           | PRRRS                    | Diplomate Conseiller général du canton de Castelnaudary-Nord (1931→1940) Député de l'Aude (1928→1940) Ministre des PTT (1933) Ministre du Commerce et de l'Industrie (1934)                                         |
| 18 juillet 1942                          | janvier 1944    | Pierre Abet                            |                          | |
| janvier 1944                             | août 1944       | Paul Almayrac (délégation spéciale)    |                          | |
| août 1944                                | mai 1945        | Jean Tuffery (Comité de la Libération) | SFIO                     | Conseiller général de Castelnaudary-Sud |
| 17 mai 1945                              | 27 octobre 1947 | Joseph Degrave                         | SFIO                     | |
| 27 octobre 1947                          | 9 mars 1959     | Gaston Garouste                        | Rad.                     | Industriel Conseiller général de Castelnaudary-Sud (1951→1958) Suppléant du député François Clamens (1958-1962) |
| 21 mars 1959                             | juin 1970       | Jean Tuffery                           | SFIO                     | Ingénieur des arts et métiers Conseiller général de Castelnaudary-Sud (1958-1970) |
| 26 juin 1970                             | 14 mars 1971    | Paul Pech                              | PS                       | Ancien secrétaire de mairie à Fontiers-Cabardès |
| 14 mars 1971                             | 29 octobre 1987 | Jean-Pierre Cassabel                   | RPR                      | Professeur Conseiller général de Castelnaudary-Sud (1982→1987) Député de l'Aude (1968→1973 et 1986→1987) Député européen (1986→1987)                                                                                |
| 7 novembre 1987                          | juin 1995       | Bernard Embry                          | RPR                      | Agent d'assurances |
| juin 1995                                | en cours        | Patrick Maugard                        | PS puis DVG,             | Conseiller général de Castelnaudary-Sud (2001→2015) Conseiller départemental du Bassin chaurien, Vice-président de la Communauté de communes Castelnaudary Lauragais Audois Chevalier de la Légion d'honneur (2023) |